# Жыргалан
Жыргалан (Джергалан, кирг. Жыргалаң) — село (в 1964—2012 — посёлок городского типа) в Кыргызстане. Входит в Ак-Суйский район Иссык-Кульской области. Находится в 60 километрах от Каракола и в 285 км к северо-востоку от железнодорожной станции Рыбачье (Балыкчы), с которыми связан автомобильным сообщением.
Население — 1033 жителя.
В 1960 году в районе будущего Жыргалана были найдены источники термальных вод, на базе которых в 1964 году был построен санаторий и посёлок при нём. Санаторий специализируется на лечении больных с заболеваниями костно-мышечной системы, с нервными и гинекологическими болезнями. Основным лечебным фактором являются минеральные воды с температурой воды +40…+43 °C.
В Жыргалане велась добыча угля.

## Население
| 1970 | 1979 | 1989 | 1999 | 2009 | 2022 |
| ---- | ---- | ---- | ---- | ---- | ---- |
| 1136 | 1471 | 1794 | 1391 | 1014 | 1033 |